# Eleonore Daniel
Eleonore Daniel (* 1969 in Schrobenhausen, Oberbayern) ist eine deutsche Schauspielerin.

## Leben

### Ausbildung und Bühne
Eleonore Daniel wuchs in ihrer Geburtsstadt Schrobenhausen auf. Sie absolvierte von 1988 bis 1990 ihr Schauspielstudium am Münchner Schauspiel-Studio Zinner. Außerdem besuchte sie ein Lee-Strasberg-Seminar in Griechenland bei Walter Lot und Clown-Seminare bei Hubertus Zorell. Daniel ist seither als freie Schauspielerin tätig.
Sie hatte u. a. Theaterengagements am Theater rechts der Isar in München (1990; als Luise in Kabale und Liebe, Regie: Sarah Camp), bei der Seebühne München (1995; als Celia in Wie es euch gefällt, dort außerdem als Mariane in Tartuffe und als Zelima in Turandot) und am Lustspielhaus München (1997). An der Komödie im Bayerischen Hof gastierte sie von 2002 bis 2004 als Pumuckl in Meister Eder und sein Pumuckl – Das Weihnachtsfest und 2005/06 als Mafia-Maus Flitsch in dem Weihnachtsmärchen Der Lebkuchenmann von David Wood. An der Neuen Schaubühne München war sie 2004 als Rosa/Henriette in Chéri nach Colette zu sehen. 2006/07 spielte sie an der Kleinen Komödie am Max II, als Partnerin von Heide Ackermann und Markus Neumaier, die Haushälterin und Köchin Theres in der Alt-Münchner Komödie Graf Schorschi von Carl Borro Schwerla. Von 2008 bis 2012 spielte sie am a.gon-Theater die Krankenschwester in Veronika beschließt zu sterben von Paulo Coelho.
Weitere Bühnenauftritte hatte sie am Landestheater Hannover, an der Komödie am Kurfürstendamm Berlin, am Blutenburg-Theater in München, am Theater an der Rott (als Eli in Das Gauklermärchen von Michael Ende), am Theater Die Kleine Freiheit in München, beim Chiemgauer Volkstheater, bei den Sommerfestspielen Dinkelsbühl (2004–2006, als Klärchen in der Operette Im weißen Rößl), bei den Schlossfestspielen Ettlingen (als Emma in Der Talisman; Titelrolle in Pippi Langstrumpf) und bei den Kreuzgangspielen Feuchtwangen (als Mogli in Das Dschungelbuch).
Mit der Lore-Bronner-Bühne ging sie auf Tournee, wo sie u. a. Barblin in Andorra und das Suschen in Die Lokalbahn von Ludwig Thoma spielte. Als Kabarettistin trat sie am Theater Drehleier in München auf. Bei den Berliner Jedermann-Festspielen im Berliner Dom übernahm sie  mehrere Jahre die Rolle der Schuldknechtsfrau und eine Tischdame.

### Fernsehen
Daniel war ab den 1990er Jahren auch im Fernsehen zu sehen, hauptsächlich in Produktionen des Bayerischen Fernsehens und des ZDF, wobei sie Charaktere mit süddeutschem, oberbayerischen oder österreichischem Hintergrund verkörperte. Sie wurde durchgängig im Rollentypus der Volksschauspielerin besetzt.
Bekannt wurde sie insbesondere durch ihre regelmäßigen Auftritte in der BR-Fernsehreihe Der Komödienstadel, wo sie mehrere Haupt- und Nebenrollen übernahm. Zu ihren Rollen im Komödienstadel gehörten u. a. das Reserl in Zur Ehe haben sich versprochen (1996), die Bauerntochter Monika in Millionen im Heu (1998), die Verkäuferin Irmi Brandhuber in Der Leberkasbaron (2000), die Großbauerntochter Moni in Das liebe Geld (2001), die Bedienung Rosl in Der Habererbräu (2005) und die Haushälterin Leni Schuhbandlbinder in Dottore d’amore (2006). Zu ihren Komödienstadel-Partnern gehörten u. a. Toni Berger, Kathi Leitner, Christian K. Schaeffer, Heide Ackermann, Jutta Schmuttermaier und Heinz-Josef Braun.
Außerdem wirkte sie in kleineren Rollen in einigen TV-Serien mit, u. a. in Hubert und Staller, München 7, SOKO 5113 und Marienhof. Seit 2016 ist sie als Hanna Winkler (genannt „Lollo“), die SpuSi-Frau, in der ZDF-Serie Die Rosenheim-Cops zu sehen.

### Sonstiges
Eleonore Daniel arbeitete auch als Hörspielsprecherin (2000; als Emerenz in Der Zauberberg, BR) und Synchronsprecherin. Sie ist seit vielen Jahren regelmäßig als Moderatorin tätig. Sie moderierte u. a. auf verschiedenen Filmfestivals, unter anderem auf dem DOKfest München, beim Filmfestival Max Ophüls Preis in Saarbrücken, beim FünfSeenFilmFest und bei anderen Live-Events.
Sie arbeitete am Theater und beim Fernsehen als Regieassistentin. Sie ist auch als Schauspiellehrerin und Schauspielcoach tätig. Sie gab Schauspielkurse an mehreren VHS und unterrichtete u. a. an der Stagecoach Theatre Arts School und an der Stage Academy Neubiberg.
Eleonore Daniel  ist langjähriges aktives Mitglied der „Klinik-Clowns München“. Sie lebt in München.

## Filmografie (Auswahl)
- 1991: Der Komödienstadel: Millionen im Heu (Fernsehreihe)
- 1993: Chiemgauer Volkstheater: Die kleine Welt (Theateraufzeichnung)
- 1996: Der Komödienstadel: Zur Ehe haben sich versprochen (Fernsehreihe)
- 1998: T.V. Kaiser: Verschwinde endlich aus meinem Leben! (Fernsehserie, eine Folge)
- 1999: Der Komödienstadel: Der Leberkasbaron (Fernsehreihe)
- 2000: Der Komödienstadel: Das liebe Geld (Fernsehreihe)
- 2003: SOKO München: Auf Messers Schneide (Fernsehserie, eine Folge)
- 2005: Der Komödienstadel: Der Habererbräu (Fernsehreihe)
- 2007: Der Komödienstadel: Dottore d’amore (Fernsehreihe)
- 2007: Der Komödienstadel: Die Versuchung des Aloysius Federl (Fernsehreihe)
- 2014: München 7: Unter der Hand (Fernsehserie, eine Folge)
- 2016–2019: Die Rosenheim-Cops (Fernsehserie, 8 Folgen)
- 2020: Biohackers (Fernsehserie, drei Folgen)